# Salvatore Todisco
Salvatore Todisco (né le 30 août 1961 à Naples et mort le 25 novembre 1990 à Collevalenza, une frazione de la commune de Todi, en Ombrie) est un boxeur italien.

## Carrière
Salvatore Todisco participe aux Jeux olympiques d'été de 1984 à Los Angeles et remporte la médaille d'argent en combattant dans la catégorie des poids mi-mouches.

### Parcours auxJeux olympiques
Jeux olympiques d'été de 1984 à Los Angeles (poids mi-mouches) :
- Bat Gerard Hawkins (Irlande) 5-0
- Bat Rafael Ramos (Porto Rico) 4-1
- Bat Keith Mwila (Zambie) 5-0
- Perd contre Paul Gonzales (États-Unis) par forfait